# نيوتن إي. ماسون
نيوتن إي. ماسون (بالإنجليزية: Newton E. Mason)‏ هو ضابط أمريكي، ولد في 14 أكتوبر 1850 في مونرو في الولايات المتحدة، وتوفي في 23 يناير 1945 في كورونادو في الولايات المتحدة.